# Galium arequipicum
Galium arequipicum är en måreväxtart som beskrevs av Lauramay Tinsley Dempster. Galium arequipicum ingår i släktet måror, och familjen måreväxter. Inga underarter finns listade i Catalogue of Life.